# Drożny moczownik
Drożny moczownik (ang. patent urachus), również znany jako przetrwały moczownik lub przetoka pępkowa (ang. urachal fistula) – wada wrodzona, która powstaje w wyniku przetrwania przewodu omoczni (później zwanego moczownikiem), struktury łączącej pęcherz moczowy zarodka z woreczkiem żółtkowym. Zazwyczaj moczownik zamyka się, tworząc więzadło pępkowe pośrodkowe; jednakże, jeśli pozostanie otwarty, mocz może wydostawać się z pęcherza przez otwór w pępku.Ta wada jest rzadkim defektem, najczęściej spotykana jest u dzieci. Może jednak rzadko występować także u dorosłych, często manifestując się jako nawracające infekcje układu moczowego lub wyciek z pępka. Jeśli przetrwały moczownik jest wąski może być bezobjawowy przez wiele lat, a objawy mogą się ujawnić, kiedy ciśnienie w pęcherzu moczowym będzie zwiększone wymuszając wpływ moczu do przetrwałego moczownika np. w przypadku utrudnienia odpływu moczu z pęcherza przez zwężenia cewki moczowej lub zastawki cewki tylnej.
Notowano również pojedyncze przypadki przepukliny pęcherza moczowego (poprzez otwór w pępku) oraz znacznego poszerzenia sznura pępowiny z powodu przetrwałego wewnątrz przewodu omoczniowego. Podczas cewnikowania naczyń pępkowych u noworodków perforacja drożnej części moczownika skutkuje gromadzeniem się moczu w otrzewnej z narastaniem wodobrzusza.

## Diagnostyka
Do wykrycia przetrwałego moczownika z wyboru stosuje się ultrasonografię, cystografię mikcyjną i tomografię komputerową. W bardziej złożonych przypadkach lub przy podejrzeniu powikłań stosuje się bardziej zaawansowane techniki, takie jak rezonans magnetyczny w celu dokładnego zobrazowania struktury przetoki. Objawy związane z wadami moczownika mogą być trudne do zdiagnozowania jedynie na podstawie badania podmiotowego i przedmiotowego.

## Objawy
- krwiomocz
- dolegliwości bólowe podbrzusza
- objawy dyzuryczne
- wyciek moczu lub wydzieliny krwisto-surowiczej z pępka
- tkliwość podbrzusza
- rozdęcie podbrzusza (w poważniejszych przypadkach)[12] [13]

## Leczenie
Leczenie drożnego moczownika jest chirurgiczne i polega na całkowitym wycięciu moczownika wraz z fragmentem pęcherza moczowego, jeśli jest to konieczne. Zabieg ten wykonywany jest zazwyczaj metodą laparoskopową lub klasyczną, w zależności od rozległości zmiany i preferencji chirurga. Leczenie operacyjne jest zalecane, ponieważ zmniejsza ryzyko infekcji układu moczowego i raka moczownika w przyszłości.     

## Rokowania
Rokowanie u dzieci z izolowanymi anomaliami moczownika jest bardzo dobre; jednakże, w przypadku niemowląt z całkowicie przetrwałym moczownikiem, nie należy pomijać możliwości występowania zastawek cewki tylnej. Mimo dobrych rokowań może dojść do zakażenia układu moczowego i urosepsy, szczególnie u wcześniaków. Należy również zauważyć, że 25% do 30% dzieci z zespołem suszonej śliwki ma przetrwały moczownik. 